# Радищево (Новгородская область)
Ради́щево (ранее — Холопья Полисть) — деревня в Чудовском районе Новгородской области, входит в состав Трегубовского сельского поселения.

## Географическое положение
Расположена на федеральной автомобильной дороге «Россия» М10 (E 105) между деревнями Успенское (с севера) и Каменная Мельница (с юга). Через деревню протекает река Полисть — левый приток Волхова. С востока от деревни есть остановочный пункт «9 км» на железнодорожной линии «Чудово-Московское — Новгород-на-Волхове» Санкт-Петербургского отделения Октябрьской железной дороги.

## История
В 1963 году указом Президиума Верховного Совета РСФСР деревня Холопья Полисть переименована в деревню Радищево.

## Население
| 2010 |
| ---- |
| 11   |

## Улицы
По состоянию на 1 мая 2018 года уличная сеть деревни Радищево включает 46 улиц.